# Piana del Cavaliere
La Piana del Cavaliere è un'area geografica della Marsica, in provincia dell'Aquila, che si estende al confine dell'Abruzzo occidentale con il Lazio, caratterizzata dalla presenza di una pianura alluvionale, rappresentando di fatto l'alto bacino idrografico del fiume Turano. Il centro più popoloso è Carsoli, e per questo il territorio, assieme alla zona montana limitrofa dei monti Carseolani, è localmente detto anche "Carseolano". 

## Geografia fisica

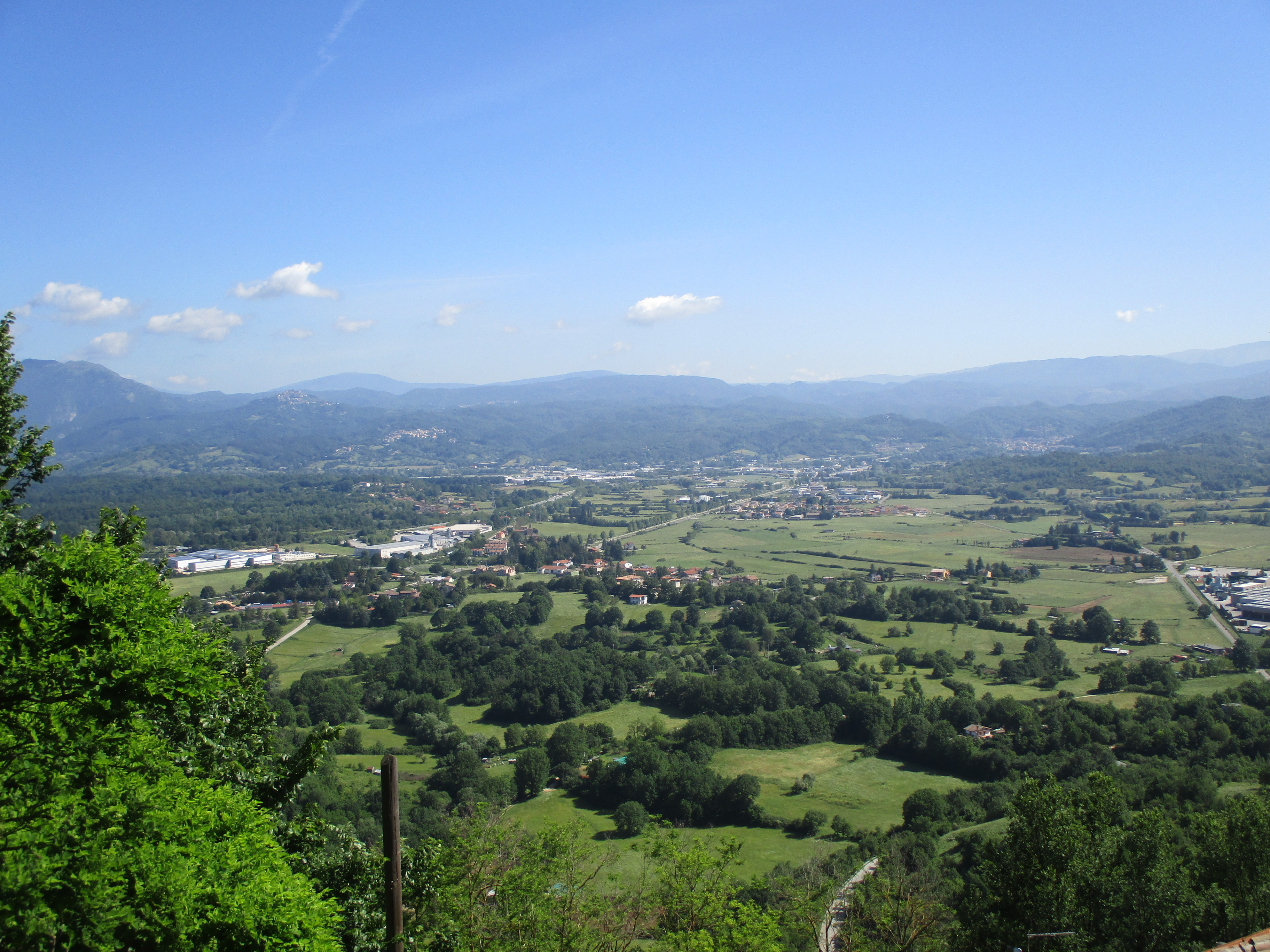
La piana vista da Oricola

Ad est le dorsali del monte Bove, del monte Fontecellese e del monte Midia la separano dalla zona dei piani Palentini e della valle di Nerfa; confina a nord ovest con la provincia di Rieti (Cicolano e Turanense), ad est e sud con i comuni abruzzesi di Sante Marie e Tagliacozzo, a sud, sud ovest con i monti Simbruini e ad ovest con l'alta valle dell'Aniene (Città metropolitana di Roma).
Oltre a Carsoli, sulla piana si affacciano i comuni abruzzesi di Oricola, Pereto e Rocca di Botte e i comuni laziali di Vivaro Romano e Vallinfreda.

### Clima
Il clima è tipicamente continentale con forti escursioni termiche giornaliere e annuali. Il territorio risulta particolarmente piovoso, specie in autunno, ma non particolarmente nevoso.

## Storia
Questa terra fu abitata in antichità dai popoli italici degli Equi. In epoca imperiale questi popoli strinsero alleanze con i Marsi contro la spinta espansionistica di Roma e per l'ottenimento dei diritti legati alla cittadinanza. Al termine della guerra sociale, ottenuta la cittadinanza romana, gli italici e con essi anche gli Equi furono rapidamente inquadrati nelle strutture politico-culturali di Roma.
Importante colonia romana, fondata con ogni probabilità nel 304 a.C., e centro pastorale della zona era Carsioli (o Carseoli), città antica situata lungo il tracciato primordiale della via Tiburtina Valeria, nei pressi della contemporanea frazione di Civita di Oricola.
Nel Medioevo l'area fu soggetta ai conti di Tagliacozzo e Celano seguendo le vicende storiche della Marsica.
Dei territori marsicani fu il meno danneggiato dopo il terremoto del 13 gennaio 1915 per via della diversa conformazione geologica del territorio e delle rocce.

## Economia

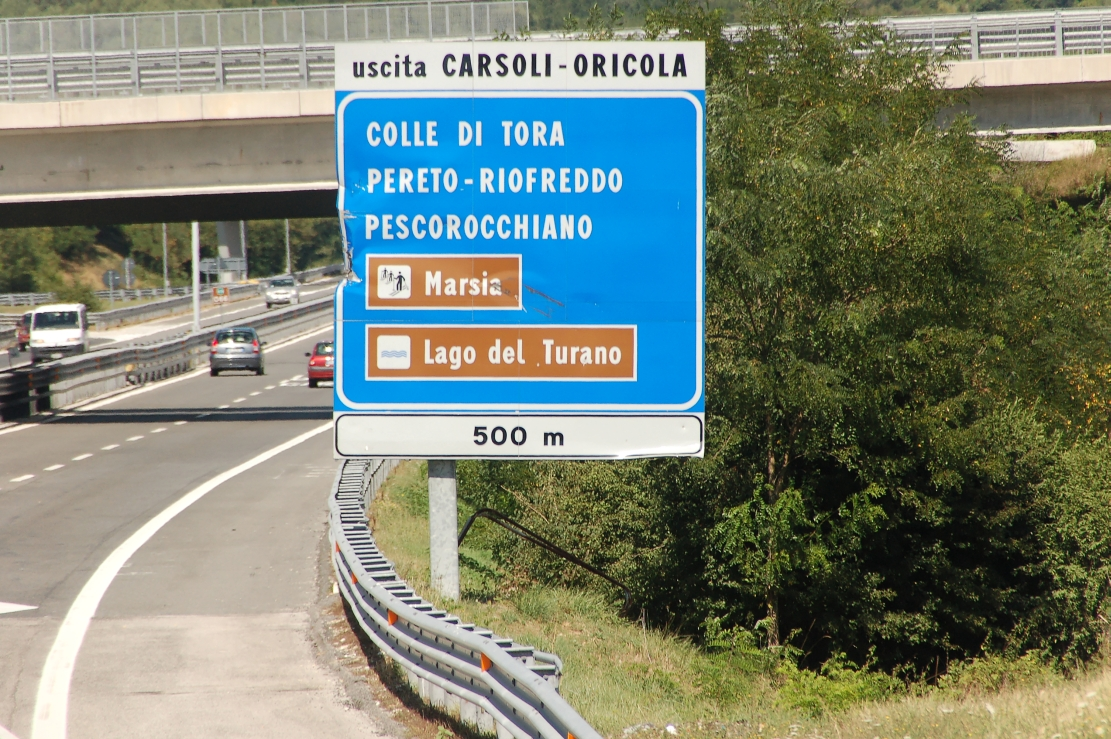
L'uscita di Carsoli-Oricola dall'autostrada A24

Nei territori comunali di Carsoli ed Oricola ricade dagli anni settanta-ottanta il distretto industriale della piana del Cavaliere, uno dei quattro poli industriali della provincia dell'Aquila.

## Infrastrutture e trasporti
È attraversata dall'autostrada A24 Roma-L'Aquila-Teramo, dalla strada statale 5 Via Tiburtina Valeria, dalla strada statale 5 quater Via Tiburtina Valeria e dalla linea ferroviaria Roma-Avezzano-Sulmona-Pescara.

## Monumenti e luoghi d'interesse

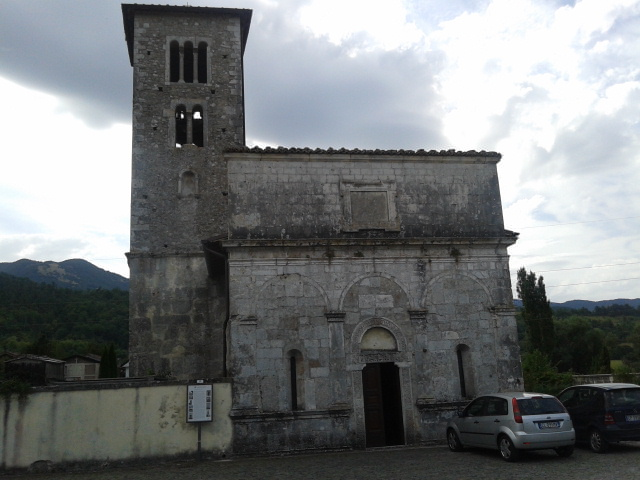
Chiesa di Santa Maria in Cellis di Carsoli

- Borgo medievale di Rocca di Botte, torre dell'orologio e casa natale di San Pietro l'eremita
- Borgo di Pereto, castello medievale e chiesa di San Giovanni Battista
- Borgo fortificato di Carsoli
- Castello Sant'Angelo di Carsoli
- Castello medievale di Oricola
- Palazzo baronale di Poggio Cinolfo
- Convento di San Francesco
- Area archeologica di Carsioli a Civita di Oricola
- Chiesa di Santa Maria in Cellis di Carsoli
- Chiesa di Santa Vittoria di Carsoli
- Grotta di Sant'Angelo di monte Bove
- Eremo di San Martino a Villa Romana
- Chiesa di Santa Maria delle Grazie a Tufo Basso
- Borghi medievali di Colli di Monte Bove, Poggio Cinolfo, Pietrasecca
- Bosco di Sesera tra Civita di Oricola e Poggio Cinolfo
- Riserva naturale speciale delle Grotte di Pietrasecca
- Cammino di San Pietro Eremita

## Cultura

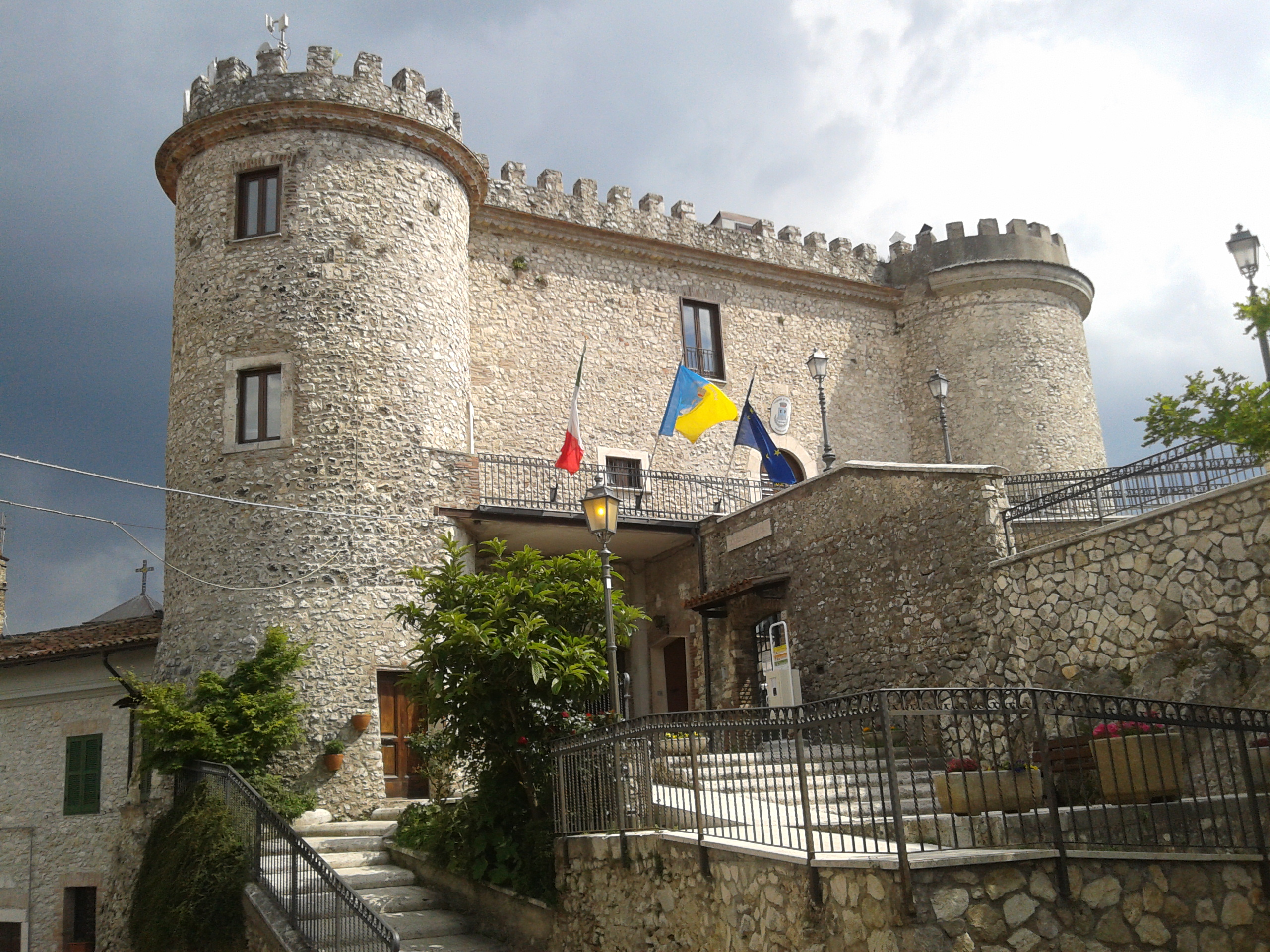
Castello di Oricola

### Eventi
- Premio di pittura contemporanea La Portella a Carsoli[6]
- Concorso internazionale di pianoforte "Piana del Cavaliere", in memoria di Pietro Iadeluca, si svolge nei comuni dell'omonima piana[7]
- Concorso di arte e letteratura "Pietro Iadeluca & amici" si svolge annualmente a Pereto[8]
- Premio Hombres itinerante di poesia, narrativa, giornalismo e immagine. L'evento nei primi anni si è svolto a Pereto[9]
- Presepe vivente di Pereto[10]
- Il rito della Comparanza[11]
- Festival della Piana del Cavaliere, evento culturale estivo, ricco di masterclass di musica, arte, teatro e poesia. Si svolge nei centri dell'omonima piana[12]